# Франк, Керстин
Керстин Франк (нем. Kerstin Frank; род. 23 октября 1988, Вена) — австрийская фигуристка, выступавшая в одиночном катании. Шестикратная чемпионка Австрии, представляла страну на зимних Олимпийских играх 2014 года.

## Спортивная карьера
Начала соревноваться на международном уровне среди юниоров в 2004 году, в 2006 дебютировала на взрослом уровне, при этом в 2007 году участвовала как в юниорских, так и во взрослых соревнованиях. Лучшим результатом на юниорском Гран-при стало седьмое место в 2006 году в Куршевеле. Была выбрана представлять Австрию на чемпионате мира среди юниоров 2007 года в Оберстдорфе, где финишировала 23-й.
В сезоне 2008-09 Франк выиграла серебряную медали на чемпионате Австрии и была отобрана на свои первые чемпионаты ИСУ. На обоих соревнованиях дошла до произвольной программы и финишировала на 20-м месте на чемпионате Европы 2009 года в Хельсинки и 23-й на чемпионате мира 2009 года в Лос-Анджелесе.
Своего лучшего европейского результата Франк добилась на чемпионате Европы 2013 года в Загребе, где заняла 12-е место. На Nebelhorn Trophy 2013 года она квалифицировалась как представительница своей страны среди женщин на зимних Олимпийских играх 2014 года в Сочи, где в итоге заняла 26-е место.
Завершила карьеру в 2018 году.